# Chalybion femoratum
Chalybion femoratum é uma espécie de insetos himenópteros, mais especificamente de vespas pertencente à família Sphecidae.
A autoridade científica da espécie é Fabricius, tendo sido descrita no ano de 1781.
Trata-se de uma espécie presente no território português.